# Schloss Burgwindheim

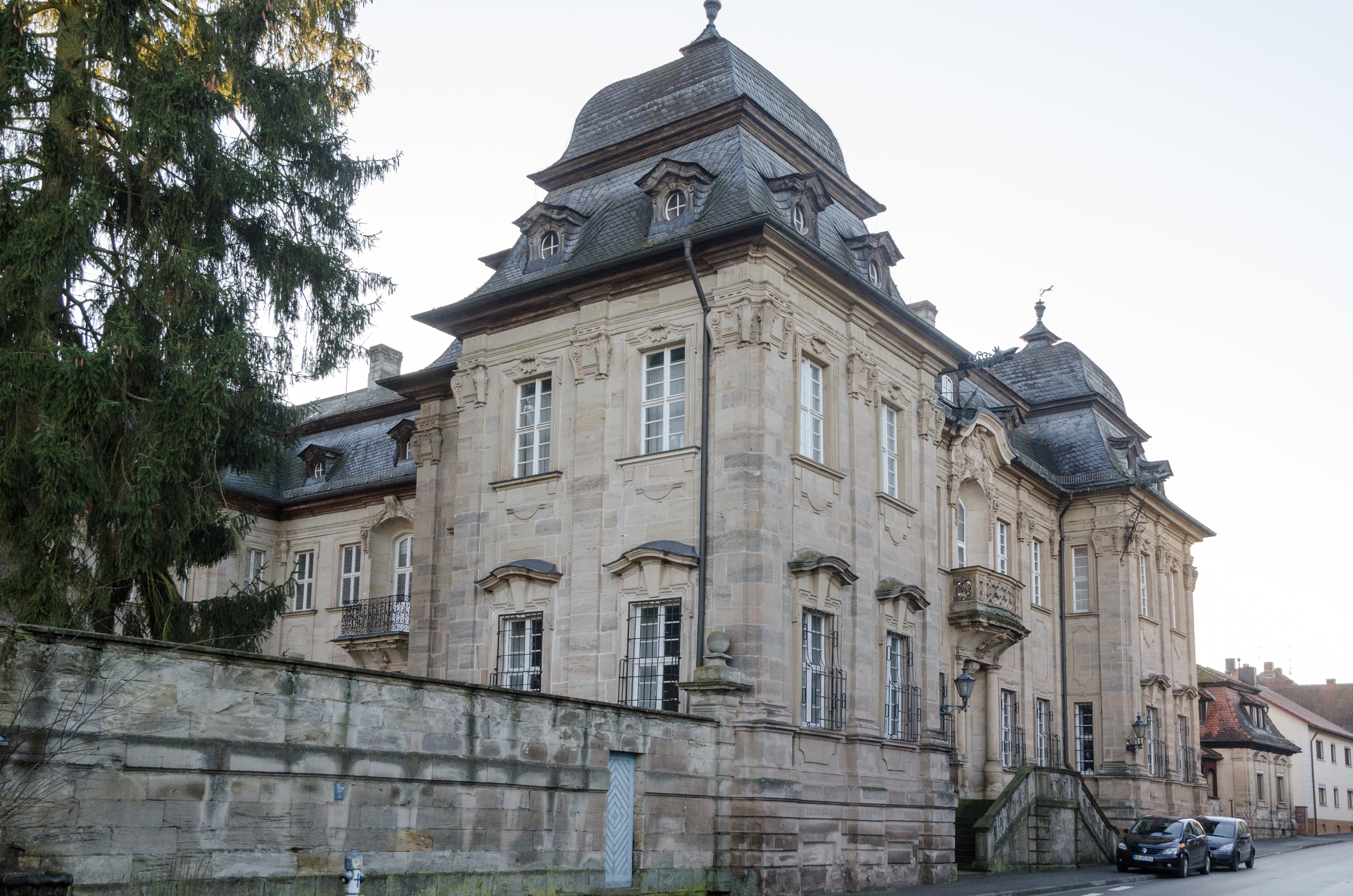
Schloss Burgwindheim

Das Schloss Burgwindheim ist ein denkmalgeschütztes Bauwerk in Burgwindheim, einem Markt im Landkreis Bamberg (Oberfranken, Bayern). Das Bauwerk ist unter der Denkmalnummer D-4-71-122-6 als Baudenkmal in die Bayerische Denkmalliste eingetragen. Es dient heute als katholisches Pfarrbüro und Gemeindezentrum.

## Beschreibung
Das ehemalige Amtsschloss des Klosters Ebrach wurde 1720 bis 1725 vermutlich nach einem Entwurf von Joseph Greissing errichtet, in dessen Planung dann Balthasar Neumann eingegriffen haben dürfte. Um einen quadratischen Gebäudetrakt in der Mitte, der einen einzigen, großen Festsaal enthält, gruppieren sich vier Pavillons an den Ecken, deren Mansarddächer höher sind als die des übrigen Baus. An den vier Seiten des Mitteltraktes befinden sich Balkone. Die Wände des Gebäudekomplexes sind durch Pilaster gegliedert. Der Stuck des Festsaals aus der Erbauungszeit von Georg Hennicke ist erhalten.